# Saguaro (historieta)
Saguaro es una historieta italiana de aventuras/policíaca de la casa Sergio Bonelli Editore, creada por Bruno Enna.
La serie fue publicada en Italia desde mayo de 2012 a abril de 2015, por un total de 35 números.

## Argumento y personajes

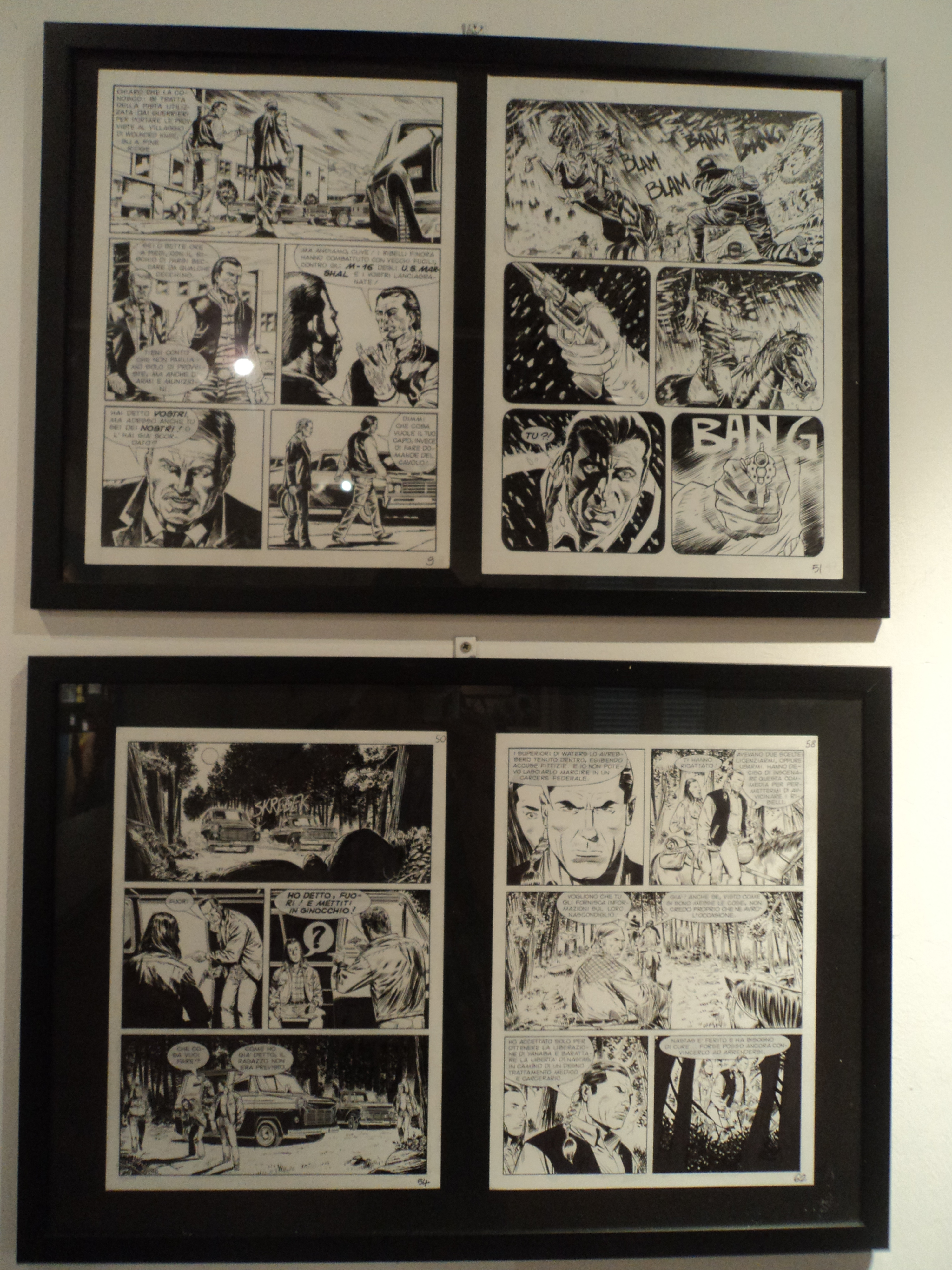
Tablas originales de Saguaro.

Arizona, 1972. Thorn Kitcheyan, apodado Saguaro debido a su mal carácter, es un indígena de origen navajo y pápago, nativo de Window Rock, sede de gobierno de la Nación Navajo. Es un veterano de la guerra de Vietnam, siendo despedido tras sufrir una herida en Laos. Un hombre solitario y colérico, pero también generoso y siempre dispuesto a ayudar a personas en problemas.
Cuando vuelve a su ciudad natal del frente, se ve involucrado, a su pesar, en una lucha sangrienta contra una red de narcotráfico entre Estados Unidos y México. Gracias a la ayuda que indirectamente ha dado a la policía, Saguaro es seleccionado por el FBI para formar una unidad especial de agentes federales, los "Halcones Lobos", encargados de mediar entre los blancos y los nativos y de investigar los casos fuera de la jurisdicción de la policía tribal.
Durante su estancia en Window Rock, Saguaro tendrá que enfrentarse a su viejo enemigo Ray "Cobra" Brest, un hombre sádico y violento que ha sido su superior durante la guerra. Paralelamente, después de la rebelión del Movimiento Indígena Estadounidense en Wounded Knee, su hermano de sangre Nastas Begay organiza un nuevo levantamiento en la reserva navajo, y Saguaro se encuentra entre dos fuegos.
Otros personajes importantes de la serie son: el viejo hataalii (hombre de medicina) Howi Benally, padre espiritual de Saguaro; Kay Walken, mujer fuerte y decidida, buena tiradora y perspicaz; Kay es hija de una mujer navajo y del blanco Alan Walken, jefe de la policía tribal; Art Parker, viejo amigo de Saguaro y Howi, es un abogado trabajando en el tribunal que conoce de los delitos cometidos por nativos contra otros nativos, un hombre moderno pero respetuoso de las tradiciones; Clive Waters, subdirector del FBI en Albuquerque, culto y de mente abierta hacia los derechos de los nativos; Noah Folsom, un especulador blanco que por debajo de la mesa se ocupa de tráfico de drogas, contrabando y otros negocios sucios.

## Autores

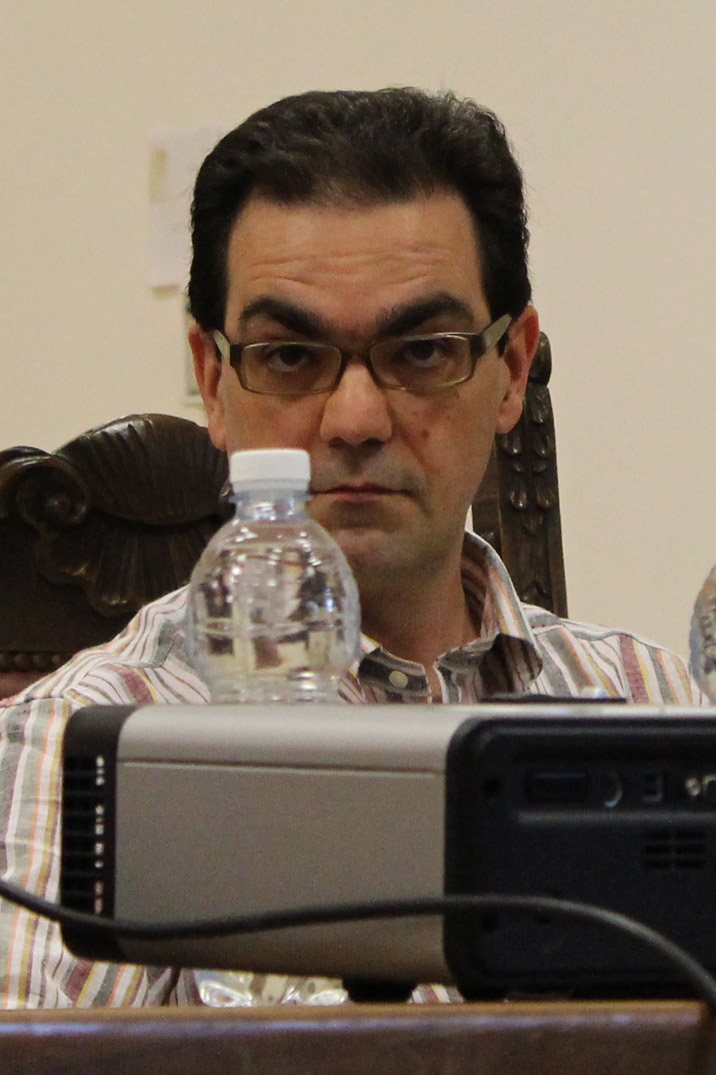
Bruno Enna, el creador del personaje.

### Guionistas
Bruno Enna, Luigi Mignacco.

### Dibujantes
Paolo Armitano, Elisabetta Barletta, Fabrizio Busticchi, Marco Foderà, Davide Furnò, Pier Nicola Gallo, Gianluca Gugliotta, Italo Mattone, Luana Paesani, Alessandro Pastrovicchio, Luigi Siniscalchi, Fabio Valdambrini, Ivan Vitolo, Alessandro Vitti.